# 千房

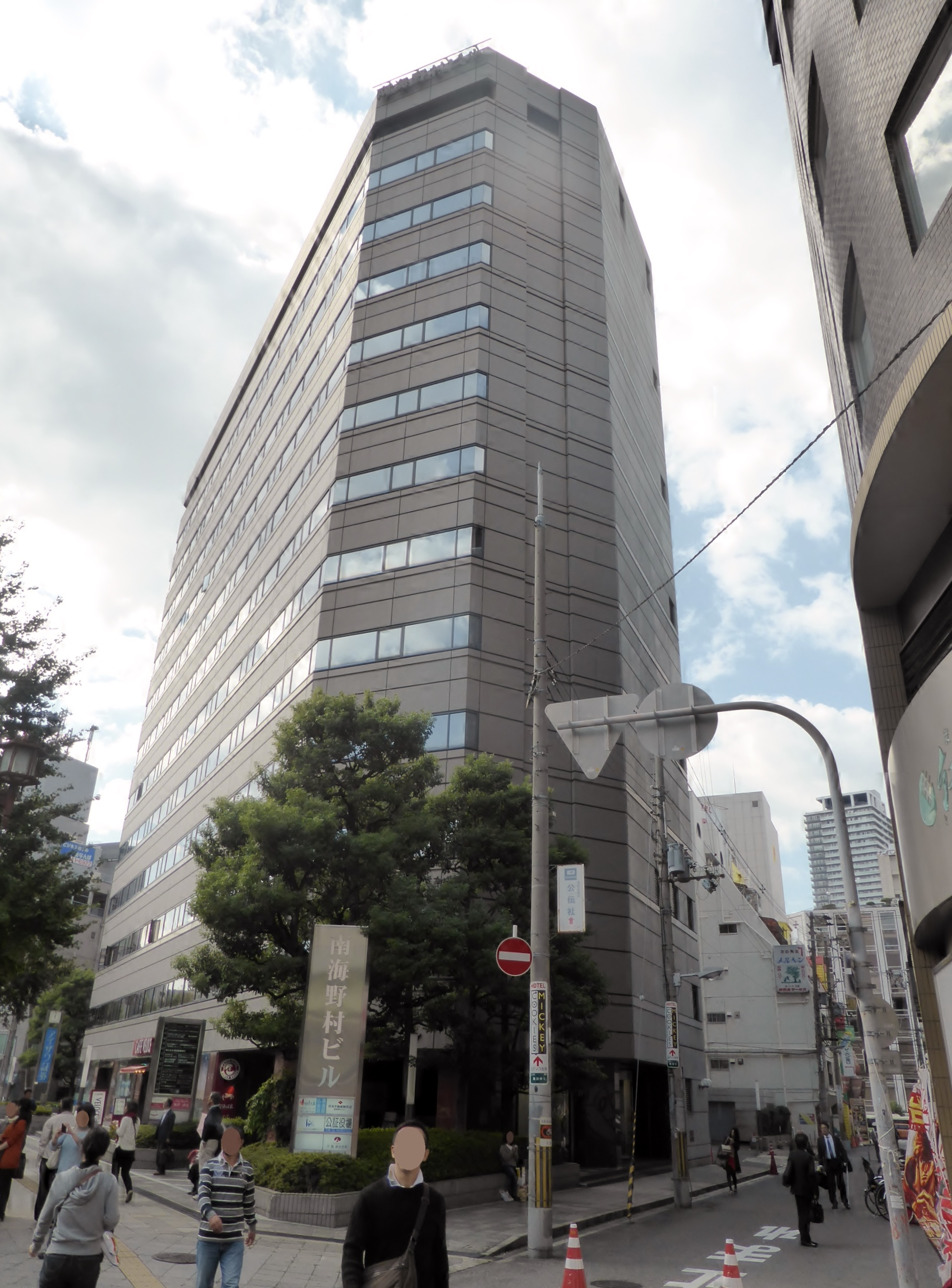
かつて本社が入居していた南海野村ビル

千房株式会社（ちぼう、英: CHIBO Corporation）は大阪市浪速区に本社をおく総合外食企業である。

## 概要
1973年（昭和48年）に大阪千日前に「お好み焼千房」1号店をオープンして以来、お好み焼や鉄板焼を中心とした外食事業、FC（フランチャイズ）事業、冷凍食品販売事業、海外事業展開などと事業の幅を広げている。さらに、新業態「ぷれじでんと千房」では、お好み焼をステーキや鉄板焼と融合させ、高級レストラン並みの風格を備えたブランドとして確立している。近年では、アジアを中心とした海外展開をはじめ、国産小麦粉の導入、イスラム宗教の方向けのハラル対応店舗の開店、小麦粉アレルギーの方向けのグルテンフリーお好み焼の開発、千房お好み焼専用のキャベツ開発 など様々な取り組みを行っている。

### お好み焼ブランド
- 千房-BasicStyle-
- ぷれじでんと千房
- 千房Elegance

ベーシック業態の「千房-BasicStyle-」とフルカウンターの「ぷれじでんと千房」、そして、その両方の良いところを取り入れた一品料理にこだわる「千房Elegance」がある。創業者で現会長の中井政嗣はブランディングに力を入れ、「高級お好み焼」という新しいジャンルを築き上げた。

## 社訓
「出逢いは己の羅針盤 小さな心のふれあいに己を賭けよ そこから己の路が照らされる」と掲げている。
社訓の「出逢い」は、「出合い」や「出会い」の意味と区別された上で使われている。
出合い:偶然かつ瞬間的の出合い
出会い:お互いに約束した出会い
出逢い:「逢いたい」と思う感情の出逢い

## 経営理念
「創業の目的(共に咲く喜び)を忘れることのないよう心掛け「マナア」の心を基盤に置き将来にわたり堅実な会社運営を行なう」と掲げている。
マナアの心とは、
マ:真心（思いやりと奉仕の心）
ナ:仲間（信頼と友情、ファミリーの心）
ア:味（食哲学の革命、味に楽しさを盛り込んだ心）
を意味する。

## 企業体系
逆ピラミッド型の企業体系になっており、上から「お客様」、「社員・アルバイト」、「店長」、「本社幹部」、「社長」の順に並んでいる。お客様と直接触れている社員やアルバイトを尊重することが飲食店の売上や会社の繁栄に直接影響するという発想に基づいている。

## 歴史

### 年表
- 1973年（昭和48年） - 大阪千日前「お好み焼千房」開業[8]。
- 1981年（昭和56年） - 百貨店初進出「西武八尾支店」開業[9]。
千房初の地方進出「静岡パルシェ店」開業[9]。
- 1982年（昭和57年） - 新業態「ぷれじでんと千房」開業[9]。
- 1985年（昭和60年） - ホテル初進出「ぷれじでんと千房 都ホテル大阪支店」開業[9]。
- 1989年（昭和64年） - 海外初進出「ニューヨーク店」開業[9]。
- 1992年（平成4年） - ぷれじでんと全店でチップ制を導入[10]。
- 1997年（平成9年） - 冷凍お好み焼製造販売開始[9]。
- 2002年（平成14年） - 超巨大お好み焼完成、のちにギネス認定[11][12]。
- 2006年（平成18年） - 新業態「千房Elegance」開業[13]。
- 2009年（平成21年） - 刑務所で求人、面接、採用をする就労支援が誕生[14]。
- 2013年（平成25年） - 日本財団の支援で職親プロジェクトが誕生[15]。Peach機内食に千房のお好み焼が初登場[16]。
- 2016年（平成28年） - 国内全店、お好み焼用小麦粉の国産化[2]。
- 2017年（平成29年） - 新業態「わら焼・鉄板焼いやさか 福島本店」開業。
- 2018年（平成30年） - ステーキ食堂BECOを展開する「株式会社JACKALMAN」と資本提携[17]。
- 2019年（令和元年） - 新業態「おでん すみ吉 心斎橋」開業[18]。
- 2023年（令和5年） - 創業50周年を迎える。

### 業界初もの
お好み焼業界で数多くの「初もの」を生み出している。1981年（昭和56年）に百貨店への出店を果した後、高級ホテルへの出店、Peach航空の機内食に採用とお好み焼業界に変革を起こしている。さらに、前菜からデザートまで提供するお好み焼のフルコースの提供、犬と一緒に美味しく食べられるケーキの開発など、お好み焼の楽しみ方のバリエーションを増やし続けている。

### 志プロジェクトへの参加
2017年（平成29年）より、地域企業と大学をつなぐ人材育成プログラムである志プロジェクトに参加している。実際に大阪経済大学へ来校し、同プロジェクトに参加する学生に出前講義を行うなどしている。

## 社名の由来
豊臣秀吉の馬印「千成瓢箪」にあやかったもので、「従業員一人ひとりを大切にしながら、千の房のように全国に広がるように」という願いが込められている。

## 代表メニュー

### 千房-BasicStyle-
最も店舗数の多いスタンダードブランド。
- 千房焼

「千房」の看板お好み焼。千房の特長である焼き上がりの「ふっくら感」を出すため、食材にこだわり、味と食感のバランスを創業当時から継承し続けている。有頭海老が主役の、言わずと知れた千房自慢の1枚。
- 道頓堀焼

お好み焼ソースに合う食材を厳選し、具材たっぷりボリューム感と大阪道頓堀の賑やかさをイメージしたお好み焼。

### ぷれじでんと千房
立地に合わせて展開する鉄板ダイニング。
- 白雪姫

白雪姫をイメージした創作お好み焼。ふんわり膨らんだ生地と丸められたメレンゲをデコレーションケーキのように盛り付けて、パルメザンチーズの一振りでお好み焼に舞う粉雪を表現している。
- 山芋焼

生地が100%山芋で出来上がったお好み焼。
- ぷモンジュ

お好み焼の生地で焼そばを包みこんだクレープ風の創作お好み焼。

### 千房Elegance
「千房-BasicStyle-」と「ぷれじでんと千房」の中間グレード。
- 広島焼ミックス

卵とキャベツと千房オリジナル麺の三位一体を楽しめるお好み焼。
- ねぎ焼

薄く広げた生地に青ねぎをどっさりと乗せ、ゆっくりと焼き上げる事でねぎの甘みを引き出している。醤油味でも楽しむことができる。
- 名物 とんぺい焼

豚バラ肉を卵でオムレツのように包んだシンプルな大阪名物料理。

## 日本国内の店舗
「千房-BasicStyle-」「ぷれじでんと千房」「千房elegance」の総店舗数は60店舗である（休業している店舗を含む）。

### 千房-BasicStyle-
北海道
- 札幌アスティ45店

宮城県
- ザ・モール仙台長町店
- 仙台一番町店

東京都
- 有明ガーデン支店
- 西武池袋店
- 千房 セレオ八王子支店
- 有楽町ビックカメラ支店
- ルミネ立川支店

神奈川県
- そごう横浜店

千葉県
- そごう千葉店

埼玉県
- イオンレイクタウン mori支店

愛知県
- ららぽーと名古屋みなとアクルス支店

岐阜県
- イオンモール各務原インター支店

静岡県
- 静岡パルシェ店

石川県
- 金沢フォーラス店
- 千房 イオンモール白山店

富山県
- やけるやんか千房 上飯野店
- やけるやんか千房 富山駅前店

大阪府
- あべのキューズモール支店
- 梅新支店
- 江坂店
- 京橋京阪モール支店
- 金剛店
- 堺高島屋支店
- 千日前本店
- 曽根崎支店
- 高槻富田団地店
- 高槻阪急支店
- 鉄鍋まぜ焼そば 鐵 イオンモール四條畷店
- 道頓堀ビル店
- 名代 千房 JO－TERRACE OSAKA店
- ハービス プラザ 梅田支店
- 阪急服部店
- リノアス八尾支店

京都府
- 京都アバンティ支店
- 丸太町七本松店
- 京都祇園店

兵庫県
- 尼崎店
- Chibo's Kitchen ららぽーと甲子園店

和歌山県
- 橋本高野口店

奈良県
- 大和郡山店

三重県
- イオンモール鈴鹿支店

岡山県
- 岡山大安寺店

広島県
- 千房 広島パセーラ店

香川県
- 高松レインボー店

高知県
- 高知南国店
- 高知野市店

熊本県
- 熊本鶴屋店

### ぷれじでんと千房
東京都
- 琥 千房 虎ノ門

大阪府
- ぷれじでんと オー・エム・ホテル日航ビル店
- ぷれじでんと北店
- ぷれじでんとシェラトン都ホテル大阪店
- ぷれじでんと大丸心斎橋店
- ぷれじでんと南本店

### 千房Elegance
東京都
- 千房 ADVANCE 広尾店
- 華 千房 恵比寿ガーデンプレイス店

千葉県
- 舞 千房 イクスピアリ店

大阪府
- CHIBO Diversity 道頓堀ビル店MuslimFriendly店

## 海外事業

### 海外の店舗一覧
海外に千房-BasicStyle-を5店舗構えている。
台湾
- 高雄漢神アリーナ店

ベトナム
- Ha Noi Kim Ma店
- CHIBO Trung Hoa Nhan Chinh店

中華人民共和国
- 千房 寧波阪急店

フィリピン
- CHIBO MITSUKOSHI BGC店(千房 三越BGC店)

### 広がる海外進出での工夫
現地の人が好みそうな味に寄せたレシピの考案、海外の人に喜ばれるお辞儀でのおもてなし等が海外進出成功の鍵になっている。

## 経済界大賞「社会貢献賞」受賞
受刑者を積極的に採用し続けるほか、コロナ禍でもパート・アルバイトも含め従業員の雇用を守り続けた姿勢を評価され、第四十六回経済界大賞 社会貢献賞を受賞した。

### 再犯率を下げるための「職親プロジェクト」
元受刑者の就労支援に取り組んでいる。元々は、創業時の1973年（昭和48年）、オイルショックで人材不足だったことが影響している。当時の社長であった中井政嗣は、学歴・職歴・経験問わず、履歴書も不要ということで人を採用していた。やがて法務省から受刑者の就労支援への協力依頼をもらい、2013年（平成25年）には日本財団と関西の企業7社とともに「職親プロジェクト」を発足する。

## 中井政嗣
職歴・経歴
- 1945年（昭和20年）奈良県生まれ。
- 1961年（昭和36年）中学を卒業と同時に乾物屋に丁稚奉公。
- 1967年（昭和42年）大阪住吉にて千房の前身となる「お好み焼 喜多八」を受け継ぎ独立[8]。
- 1973年（昭和48年）大阪ミナミ千日前にお好み焼専門店「千房」を開店。
- 1986年（昭和61年）40歳にして大阪府立桃谷高等学校を卒業。
- 2018年（平成30年）三男の貫二氏に事業承継し、代表取締役会長となる。

現在、社会問題化している青少年の教育に対し、経験をふまえた独特の持論が社会教育家として注目を集め、全国各地の教育委員会・PTA・経営者団体・企業での講演は多くの人々に感動を呼び起こしている。2008年（平成20年）6月30日テレビ東京系「日経スペシャル カンブリア宮殿」、同年8月17日NHK「ルソンの壺」に出演。
受賞歴
- アントレプレナー大賞 最優秀賞
- 農林水産大臣賞、大阪府産業功労賞
- 作田明優秀賞
- 内閣総理大臣賞（安心安全なまちづくり関係功労者）
- 公益財団法人社会貢献支援財団 社会貢献者表彰[29]

## テレビ番組
- 日経スペシャル カンブリア宮殿 「部下を必ずやる気にさせる"人材育成術"教えます」（2008年6月30日、テレビ東京）- 出演：社長 中井政嗣[30]。

## 書籍

### 著書
- 『無印人間でも社長になれた 体験的“学歴不問"の人材づくり』（1988年6月10日、ぱるす出版）ISBN 9784827601305
- 『できるやんか！ 「人間って欠けているから伸びるんや」』（2004年3月25日、潮出版社）ISBN 9784267017018
- 『それでええやんか！(Part 2) 「できるやんか！」』（2012年4月5日、潮出版社）ISBN 9784267018985
- 『社員を幸せにしたい社長の教科書』（2013年3月15日、日本実業出版社）ISBN 9784534050571

## 笑福亭鶴瓶との関係
ラジオ大阪で長年にわたり、日曜深夜に放送されていた「鶴瓶・新野のぬかるみの世界」の番組スポンサーについていたこともあり、早い段階から、関西のみならず全国各地のリスナーにその名を知られている。特に深夜ラジオは昼と違い、全国各地に電波が飛ぶこともあり、これにより知名度がゲリラ的に浸透した、といういわば稀有な例とも言える。また社長の中井は同番組のパーソナリティである笑福亭鶴瓶と仲が良いため、鶴瓶がハワイに別荘を持っている関係から、千房のハワイへの出店も決まった。鶴瓶がハワイに休暇に来た際は、必ずハワイの千房に行くのが日課となっているという（かつて読売テレビ系で深夜に放送されていた「鶴瓶・上岡パペポTV」から）。
このように鶴瓶と仲が良かった関係から、現在も裏メニューとして「ぬかるみ焼」が存在し、全店舗で注文が可能である（中身は同店の人気メニューである「ミックス焼」と全く同じもの。ちなみに当時「ミックス焼」が750円だったのに対し、「ぬかるみ焼」は600円で提供していた）。

## 中井貫二
職歴・経歴
大阪府出身。清風南海高等学校、慶応義塾大学経済学部を卒業後、野村證券に14年間勤務。父・中井政嗣が創業した「千房」の2代目社長になる予定だった長兄の急逝にともない、2014年（平成26年）専務として「千房」に入社。社内の改革を推し進め、45周年となった2018年（平成30年）に社長に就任。大阪外食産業協会会長、道頓堀商店会副会長など要職に就く一方、篤志面接委員として受刑者の改善更生に向けた面接、講話活動を行い再犯防止に取り組む。受刑者の更生保護を目指す公益社団法人OMOIYARIプロジェクト理事も務める。
2025年日本国際博覧会への出展を表明
大阪外食産業協会会長 として、2025年日本国際博覧会（大阪・関西万博）への出展を表明した。同協会はいったん資金確保の難しさから内定を辞退する方針を固めたが、敷地面積を当初計画の約3分の1に縮小して出展する。